# Cuesta Blanca, Tezoatlán de Segura y Luna
Cuesta Blanca är en ort i Mexiko.   Den ligger i kommunen Heroica Villa Tezoatlán de Segura y Luna och delstaten Oaxaca, i den sydöstra delen av landet, 240 km sydost om huvudstaden Mexico City. Cuesta Blanca ligger 2 112 meter över havet och antalet invånare är 379.
Terrängen runt Cuesta Blanca är kuperad. Runt Cuesta Blanca är det ganska glesbefolkat, med 48 invånare per kvadratkilometer. Närmaste större samhälle är San Miguel Monteverde, 11,6 km öster om Cuesta Blanca. I omgivningarna runt Cuesta Blanca växer huvudsakligen savannskog.